# Blue Rain (음반)
《Fine Killing Liberty : BLUE RAIN》은 1998년 5월 20일에 발매된 대한민국 여자 그룹 핑클의 데뷔 음반이자 첫 번째 앨범이다. 총 11곡의 트랙으로 구성되어 있고, 전체 러닝타임은 40분 11초다.

## 설명
- 음반 발매일은 1998년 5월 20일이다
- 본래 핑클은 3명으로 기획 되어 있었지만, 이효리의 영입으로 모든 곡의 파트를 수정하고 다시 녹음을 진행하였다.
- 당시 같은 소속사의 선배 그룹인 ‘젝스키스’의 은지원이 랩으로 참여하였다.
- 마지막 수록곡인 ‘블루데이’는 이효리, 옥주현만 노래한 곡이다.
- 멤버 중에서는 옥주현만 수록곡‘낙서’의 가사를 작사하여 음반의 직접적인 참여를 하였다.
- 1999년 대만의 E-STAR Reocrd사와 협력하여 대만의 라이센스 음반으로 발매되었다.
- 타이틀 곡 〈Blue Rain〉,〈루비〉,〈내 남자 친구에게〉는 대만에서 각 각 번안 되었지만, 저작권을 갖고 발매하였는지는 알 수 없다.

## 보도자료
- 여성 그룹 붐을 더욱 가속화 시킬 4인조 신인 여성 그룹이 탄생해 가요계가 술렁이고 있다. 파릇한 미모의 이효리(19) 옥주현(18) 이진(18) 성유리(17)로 구성된 핑클(FINE KILLING LIBERTY : 억압된 자유에서 벗어난다)이 화제의 주인공. 음반이 정식으로 출반되기전부터 '핑클 신드롬'을 일으키고 있다. 〈블루 레인〉(가제)을 타이틀곡으로 이 달말 데뷔앨범을 발표 예정인 핑클의 뜨거운 반응은 PC통신으로 시작되었다. 지난해말 팀이 결성될 당시부터 '예쁘고 노래도 잘한다'는 소문이 팬들로부터 퍼져나가 PC통신 동호인들 사이에 관심의 대상으로 떠올랐다. 핑클이란 그룹명까지도 팬들이 직접 지어줄 만큼 전례없이 데뷔전에 이미 스타의 조짐을 보였다.
- 핑클의 매력은 우선 외모에서부터 시작된다. 10대 청소년팬들의 이목을 집중시킬 만큼 뛰어난 미모를 지녔다. 4명의 평균신장이 169센티미터로 보기에도 시원하다. 나이에 비해 성숙미를 풍기는 점도 핑클의 또다른 장점이다. 외모 못지않게 탄탄한 음악실력을 갖춘 것은 핑클의 스타성을더욱 뒷받침한다. 성악도로 지난 2월 이태리유학을 떠날 예정이었다가유학까지 포기한 옥주현, 독일 바하피아노 경연대회에서 대상을 수상한 성유리, 랩과 안무에서 빼어난 재주를 보이는 이효리, 이진 등 하나같이 외모와 음악성을 갖추었다는 평가를 받고 있다. 녹음중에 새로운 곡을 받으면 단번에 악보를 읽고 노래의 분이기까지 내는 그들을 보고 작곡가나 녹음기사 모두가 놀라고 있다. 10대들의 우상 젝스키스의 소속사 대성기획 출신이라는 점도 팬들과 쉽게 가까워 질 수 있는 요소다.

## 수록곡
1. Blue Rain
  - 작사 : 이승호 / 작곡 : 신인수 / 편곡 : 전준규
2. 사랑의 향기
  - 작사 : 이승호 / 작곡 : 김석찬 / 편곡 : 전준규
3. Shadow
  - 작사 : 김태희 / 작곡 : 박제성 / 편곡 : 박제성
4. 루비 (淚悲) : 슬픈눈물
  - 작사 : 이재경 / 작곡 : 최준영 / 편곡 : 최준영 / 컴퓨터 프로그래밍 : 서인영, 최준영
5. 낙서
  - 작사 : 옥주현 / 작곡 : 문영배 / 편곡 : 이종필
6. 내 남자 친구에게
  - 작사 : 김영아 / 작곡 : 김석찬, 전준규 / 편곡 : 김석찬, 전준규
7. 유혹
  - 작사 : 이재경 / 작곡 : 이창우 / 편곡 : 이창우
8. 윙크
  - 작사 : 이재경 / 작곡 : 신재홍 / 편곡 : 신재홍
9. 행복한 약속
  - 작사 : 이승호 / 작곡 : 마경식 / 편곡 : 이종필
10. 가
  - 작사 : 김영아 / 작곡 : 이승희, 박근태 / 작곡 : 이승희
11. 블루데이
  - 작사 : 이재경 / 작곡 : 신재홍 / 편곡 : 신재홍

## 뮤직비디오

### Blue Rain
- 서울의 한 집을 빌려 촬영이 진행되었다.
- 곡 제목과 맞게 비를 맞으면서 핑클은 촬영하였다.

### Shadow
- 곡 컨셉에 어울리게 약간 어둡게 촬영되었다.

### 루비
- 블랙 수트를 입고 촬영 하였다.
- "곡 분위기에 맞게 조용한 느낌을 주고 하였다"라고 당시 뮤직비디오 감독은 말하였다.

### 낙서
- 멤버들의 생활하는 모습을 촬영하였다.

### 내 남자 친구에게
- 세트에서 촬영 되었다.
- 곡 컨셉에 어울리게 밝고 명랑하게 촬영 되었다.

## 방송활동

### 스태프
《Fine Killing Liberty : BLUE RAIN》 활동 기간의 스태프는 아래와 같다.
- 매니저 : 길종화, 심병철
- 스타일리스트 : 런던프라이드 (정보윤 外)
- 안무 : 나나스쿨
- 협찬 : zizibae

### 데뷔무대
- 1998년 4월, 케이블 프로그램인 KMTV와 엠넷의 비방송용 무대에 오르곤 하였다.
- 정식 공중파 데뷔는 1998년 5월이었다.

### Blue Rain
- 핑클 타이틀 곡중 유일하게 공중파 1위를 못 한 곡으로 최고 2위를 기록하였다.
- 케이블 방송인 kmtv 쇼 뮤직탱크에서 첫 1위를 기록하였다.

### 내 남자 친구에게
- 체크무늬 의상과 크로스백을 하고 무대에 등장하여 당시의 유행 아이템이 되었다.